# Haageocereus acranthus
Haageocereus acranthus ist eine Pflanzenart in der Gattung Haageocereus aus der Familie der Kakteengewächse (Cactaceae). Das Artepitheton acranthus bedeutet ‚spitzblumig‘.

## Beschreibung
Haageocereus acranthus wächst säulenförmig mit bogigen oder aufrechten, spärlich verzweigten Trieben und erreicht bei Durchmessern von bis zu 8 Zentimeter Wuchshöhen von 1 bis 2 Meter. Es sind zwölf bis 14 Rippen vorhanden, die in der Nähe der Triebspitze in Höcker aufgelöst sind. Die eng beieinander stehenden Areolen sind gelb bis dunkelbraun. Der meist einzelne Mitteldorn, gelegentlich sind mehrere vorhanden, ist abwärts gerichtet und bis zu 4 Zentimeter lang. Die 20 bis 30 gelben Randdornen besitzen eine Länge von bis zu 1 Zentimeter.
Die grünlich weißen Blüten sind 6 bis 8 Zentimeter lang. Die grünen Früchte sind kugelförmig.

## Verbreitung, Systematik und Gefährdung
Haageocereus acranthus ist in peruanischen Regionen Ica und Lima in Höhenlagen von 200 bis 2700 Metern verbreitet.
Die Erstbeschreibung als Cereus acranthus erfolgte 1913 durch Friedrich Karl Johann Vaupel. Curt Backeberg stellte die Art 1936 in die Gattung Haageocereus. Weitere nomenklatorische Synonyme sind Pilocereus acranthus K.Schum. ex Weberb. (1911) und Binghamia acrantha (Vaupel) Britton & Rose(1920, unkorrekter Name ICBN-Artikel 11.4).
Es werden folgende Unterarten unterschieden:
- Haageocereus acranthus subsp. acranthus
- Haageocereus acranthus subsp. olowinskianus (Backeb.) Ostolaza

In der Roten Liste gefährdeter Arten der IUCN wird die Art als „Least Concern (LC)“, d. h. als nicht gefährdet geführt.

## Nachweise